# Calle Factor
Calle Factor était une agence de presse créée en Espagne par le gouvernement allemand, pour contrer l'Agence Havas, qui était actionnaire de l'Agence de presse Fabra.

## Histoire
À partir de 1909, à la suite du conflit entre puissances européennes pour le contrôle du Maroc, l'Agence de presse Fabra subit les violentes critiques de l'Agence Continentale allemande, qui l'accuse d'être trop proche du gouvernement espagnol et de l'Agence Havas
Les allemands ont alors l'idée de lui créer un concurrent nommé "Calle Factor", succursale de l'"Agence de la Presse Nouvelle", basée elle à Paris, qui sera relancé en 1911 sous le nom d'"Ibero-Mundial", avec un important financement allemand. L'échec de l'implantation d'"Ibero-Mundial" est ensuite constaté en 1913. Les allemands tentent alors d'en faire une revue hebdomadaire, sans succès non plus et se rabattent sur la "Corresponsance Continentale" de Ludwig Asch, une des publications de l'Agence Continentale, qui n'a en principe pas le droit de diffuser en Espagne, en vertu du
Dès 1908, un "bureau transatlantique" dirigé par Ludwig Asch avait œuvré à rapprocher l'Agence de presse Fabraet l'Agence Continentale, et permis la reproduction d'articles allemand dans des journaux comme ABC ou El Pais. Les responsables du dossier côté allemand son Alexander Bruns, qui fut professeur d'allemand du roi d'Espagne, puis correspondant du Frankfurter Zeitung et Augusto Stein.